# Приудинск
Приудинск — посёлок в Чунском районе Иркутской области России. Входит в состав Мухинского сельского поселения.

## География
Посёлок находится на берегу реки Уда, на расстоянии примерно 40 км к юго-западу от рабочего посёлка Чунский, административного центра района.

## Население
| 2002 | 2010 | 2011 | 2012 |
| ---- | ---- | ---- | ---- |
| 212  | ↘137 | ↘136 | ↘132 |

### Половой состав
По данным Всероссийской переписи, в 2010 году в посёлке проживало 137 человек (66 мужчин и 71 женщина).